# Wrixonia
Wrixonia là một chi thực vật có hoa trong họ Hoa môi (Lamiaceae).

## Loài
Chi Wrixonia gồm các loài: